# Sclerophrys brauni
Sclerophrys brauni és una espècie de gripau de la família Bufonidae. És una espècie endèmica de l'est de Tanzània i es troba entre 750 i 1800 m d'altitud a les muntanyes Usambara occidentals i orientals, així com les Uluguru, Nguru i Udzungwa. Fins 2016 era classificat en el gènere, avui obsolet dels Amietophrynus.
El seu hàbitat inclou boscos tropicals o subtropicals secs i a baixa altitud, montans secs, zones seques d'arbustos tropicals o subtropicals, rius i zones prèviament boscoses ara molt degradades. Tot i que perd hàbitat i poblacióper l'agricultura i altres activitats humanes, la UICN el classifica en la categoria de risc mínim.
El nom de l'espècie es va posar en honor del botànic alemany Karl Braun (1870–1935).